# Guamatela tuerckheimii
Guamatela tuerckheimii je jediný zástupce rodu Guamatela a čeledi Guamatelaceae vyšších dvouděložných rostlin z řádu Crossosomatales. Je to keř se srdčitými listy a pětičetnými, růžovými až červenými květy. Plodem je souplodí měchýřků. Rostlina svým vzhledem připomíná ostružiník. Roste v Mexiku a Střední Americe. V minulosti byl řazen do čeledi růžovité, do samostatné čeledi byl zařazen až v roce 2006.

## Popis
Guamatela tuerckheimii je poléhavý keř s jednoduchými, vstřícnými, srdčitými listy s vytrvalými palisty, připomínající ostružiník. Dorůstá výšky okolo 3 metrů. Čepel listů je na okraji zubatá, na rubu bělavě plstnatá, s dlanitou žilnatinou. Květy jsou pětičetné, pravidelné, oboupohlavné, uspořádané ve vrcholových hroznech. V květech je vyvinuta krátká češule. Kališní lístky jsou krátce srostlé. Koruna je růžová až červená, složená z 5 volných korunních plátků. Tyčinek je 10, jsou volné, navzájem nesrostlé. Gyneceum je svrchní, apokarpní, složené ze 3 volných plodolistů, srostlých pouze bliznami. V každém plodolistu je několik vajíček. Plodem je souplodí měchýřků.

## Rozšíření
Druh se vyskytuje ve Střední Americe v Guatemale, Hondurasu a Mexiku. Roste ve vlhkých horských lesích v nadmořských výškách asi 1600 až 2400 metrů. Je to vzácná rostlina, která je dosud známa jen z nemnohých sběrů.

## Taxonomie
Čeleď Guamatelaceae byla popsána až v roce 2006. Do té doby byl rod Guamatela řazen do tribu Neillieae čeledi Rosaceae, a to na základě měchýřkovitých plodů a vytrvalých palistů. Některými znaky se však této skupině vymykal, zejména nepřítomností endospermu, vstřícnými listy, srostlými čnělkami aj. Výsledky molekulárních studií později ukázaly, že druh je příbuzný s čeleděmi řádu Crossosomatales, a v systému APG III byl přesunut do samostatné čeledi v rámci daného řádu. Rostlina byla popsána v roce 1914, dlouho byla známa jen z několika sběrů a byla považována za endemit Guatemaly. Později byla nalezena i v mexickém státě Oaxaca a v roce 1978 i v Hondurasu.